# Solec-Zdrój
Solec-Zdrój è un comune rurale polacco del distretto di Busko-Zdrój, nel voivodato della Santacroce.
Ricopre una superficie di 84,9 km² e nel 2004 contava 5 039 abitanti.